# Istha
 Istha ist ein Stadtteil der Stadt Wolfhagen im nordhessischen Landkreis Kassel.

## Geographische Lage

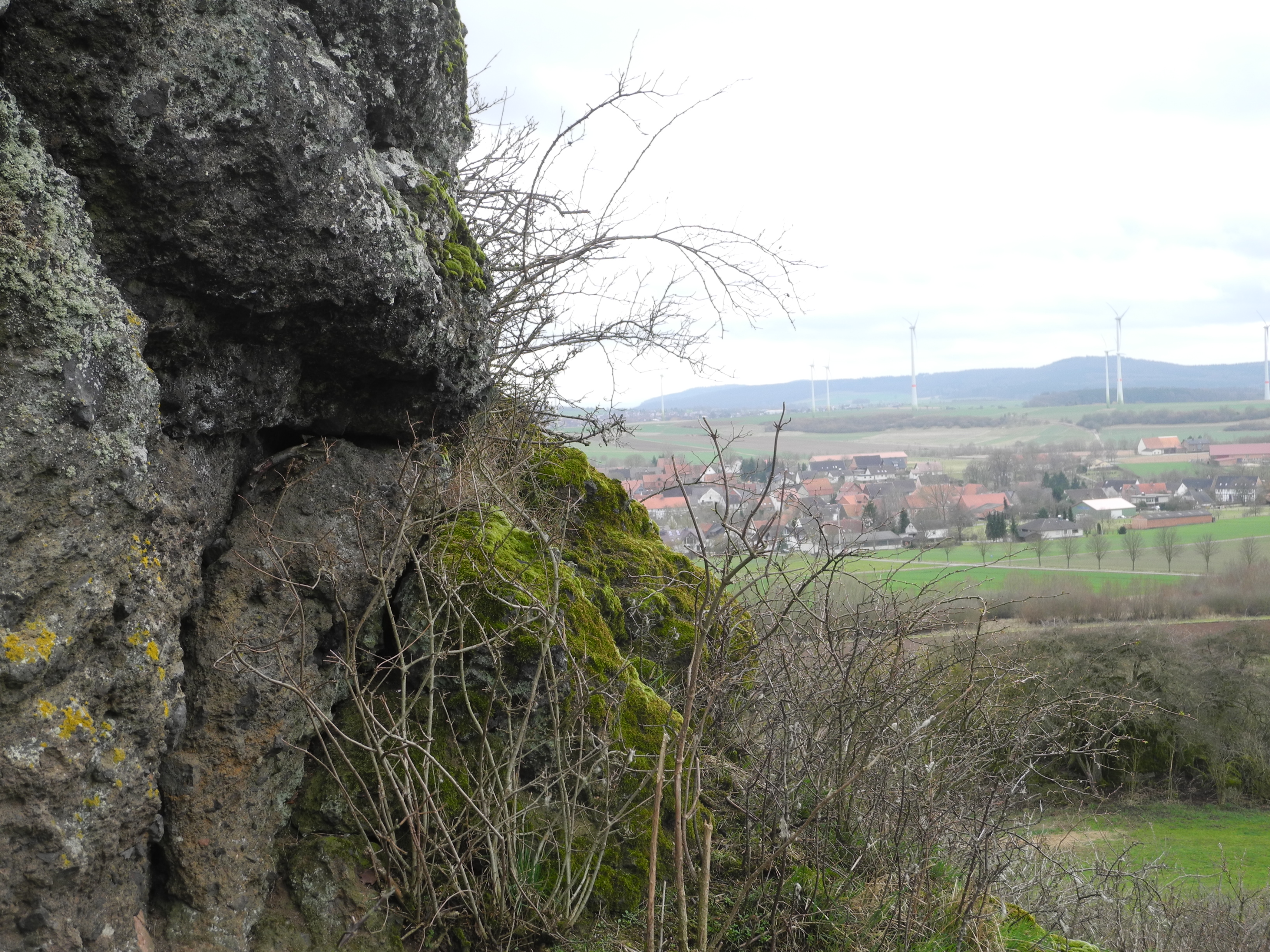
Blick vom Naturdenkmal Bilstein auf das Dorf Istha.

Istha liegt etwa im Zentrum des Naturparks Habichtswald rund 4,8 km (Luftlinie) südöstlich der Wolfhagener Kernstadt. Es befindet sich südlich des Isthabergs (523,1 m ü. NN) auf der Isthaebene, einer Hochfläche als Teil der Wasserscheide von Diemel und Eder. Durch das 333 m hoch gelegene Dorf fließt der Limeckebach. Westlich, südlich und östlich um die Ortschaft herum führt als Umgehungsstraße die Bundesstraße 251, die sich dort einen Abschnitt mit der Bundesstraße 450 teilt. 
Nördlich des Dorfes erhebt sich am Südrand des Isthabergs der Basaltkegel Bilstein.

## Geschichte

### Ortsgeschichte
Die erste Besiedlung erfolgte vermutlich bereits vor dem 4. Jahrhundert; der Fund eines Menhirs, der sich heute im Heimatmuseum in Wolfhagen befindet, deutet darauf hin, dass Istha eine sehr alte Siedlung ist.
Im Jahr 1123 wird Istha erstmals als Isede in einer Urkunde des Erzbistums Mainz erwähnt. Im gleichen Jahr wird ein Adelbarth de Isede erwähnt, offenbar Mitglied eines Ortsadelsgeschlechts, das sich nach dem Ort nannte. 1180 wird der Ort als Isithe, 1253 als Iste und 1258 als Hyste erwähnt (später auch als Yste). Das Dorf gehörte zur Vogtei und zum Amt Wolfhagen und kirchlich bis 1235 zur Erzpriesterkirche „St. Petri zu Schützeberg“ auf dem Schützeberg, einer der neun Dekanatskirchen der Propstei Fritzlar. 1253 war Istha vollständig im Besitz des Klosters Hasungen. 1376 wurde das von den hessischen Landgrafen an Herbold von Mederich verpfändete Dorf zu einem Viertel vom Kloster Hasungen, ebenfalls zu einem Viertel von den Herren von Helmern (dieser Teil ging 1386 an die Herren von Hertingshausen) und zur Hälfte von denen zu Schartenberg eingelöst. Von 1437 bis 1448 war Istha hessisches Lehen von Reinhard von Dalwigk und Friedrich IV. von Hertingshausen.
Am 2. Juni 2019 wurde der Kasseler Regierungspräsident Walter Lübcke, der in Istha lebte, dort Opfer eines rechtsterroristischen Mordes.
Hessische Gebietsreform (1970–1977)
Zum 31. Dezember 1971 wurde die bis dahin selbständige Gemeinde Istha im Zuge der Gebietsreform in Hessen auf freiwilliger Basis in die Stadt Wolfhagen eingemeindet. Für Istha wurde, wie für alle nach Wolfhagen eingegliederten Gemeinden, ein Ortsbezirk mit Ortsbeirat und Ortsvorsteher nach der Hessischen Gemeindeordnung eingerichtet.

### Verwaltungsgeschichte im Überblick
Die folgende Liste zeigt die Staaten und Verwaltungseinheiten, denen Istha angehörte:
- vor 1567: Heiliges Römisches Reich, Landgrafschaft Hessen, Amt Wolfhagen
- ab 1567: Heiliges Römisches Reich, Landgrafschaft Hessen-Kassel, Amt Wolfhagen
- 1787: Heiliges Römisches Reich, Landgrafschaft Hessen-Kassel, Niederhessen, Amt Wolfhagen
- ab 1806: Landgrafschaft Hessen-Kassel, Amt Wolfhagen
- 1807–1813: Königreich Westphalen, Departement der Fulda, Distrikt Kassel, Kanton Wolfhagen
- ab 1815: Kurfürstentum Hessen, Niederhessen, Amt Wolfhagen[9]
- ab 1821/22: Kurfürstentum Hessen, Provinz Niederhessen, Kreis Wolfhagen[10][Anm. 1]
- ab 1848: Kurfürstentum Hessen, Bezirk Kassel
- ab 1851: Kurfürstentum Hessen, Provinz Niederhessen, Kreis Wolfhagen
- ab 1867: Königreich Preußen, Provinz Hessen-Nassau, Regierungsbezirk Kassel, Kreis Wolfhagen
- ab 1871: Deutsches Reich,  Königreich Preußen, Provinz Hessen-Nassau, Regierungsbezirk Kassel, Kreis Wolfhagen
- ab 1918: Deutsches Reich, Freistaat Preußen, Provinz Hessen-Nassau, Regierungsbezirk Kassel, Kreis Wolfhagen
- ab 1944: Deutsches Reich, Freistaat Preußen, Provinz Kurhessen, Landkreis Wolfhagen
- ab 1945: Deutsches Reich, Amerikanische Besatzungszone, Groß-Hessen, Regierungsbezirk Kassel, Landkreis Wolfhagen
- ab 1946: Deutsches Reich, Amerikanische Besatzungszone, Hessen, Regierungsbezirk Kassel, Landkreis Wolfhagen
- ab 1949: Bundesrepublik Deutschland, Hessen, Regierungsbezirk Kassel, Landkreis Wolfhagen
- ab 1972: Bundesrepublik Deutschland, Hessen, Regierungsbezirk Kassel, Landkreis Kassel, Stadt Wolfhagen

## Bevölkerung

### Einwohnerstruktur 2011
Nach den Erhebungen des Zensus 2011 lebten am Stichtag, dem 9. Mai 2011, in Istha 879 Einwohner. Darunter waren 12 (1,4 %) Ausländer. Nach dem Lebensalter waren 141 Einwohner unter 18 Jahren, 405 zwischen 18 und 49, 207 zwischen 50 und 64 und 153 Einwohner waren älter. Die Einwohner lebten in 366 Haushalten. Davon waren 105 Singlehaushalte, 96 Paare ohne Kinder und 126 Paare mit Kindern, sowie 30 Alleinerziehende und 6 Wohngemeinschaften. In 69 Haushalten lebten ausschließlich Senioren und in 258 Haushaltungen lebten keine Senioren.

### Einwohnerentwicklung
- 1585: 65 Haushaltungen[1]
- 1747: 97 Haushaltungen[1]

| Istha: Einwohnerzahlen von 1834 bis 2020 | Istha: Einwohnerzahlen von 1834 bis 2020 | Istha: Einwohnerzahlen von 1834 bis 2020 | Istha: Einwohnerzahlen von 1834 bis 2020 | Istha: Einwohnerzahlen von 1834 bis 2020 |
| --- | ---------------------------------------- | ---------------------------------------- | ---------------------------------------- | ---------------------------------------- |
| Jahr |                                          |                                          |                                          | Einwohner                                |
| 1834 | 1834                                     |                                          | 590                                      | 590                                      |
| 1840 | 1840                                     |                                          | 589                                      | 589                                      |
| 1846 | 1846                                     |                                          | 643                                      | 643                                      |
| 1852 | 1852                                     |                                          | 630                                      | 630                                      |
| 1858 | 1858                                     |                                          | 519                                      | 519                                      |
| 1864 | 1864                                     |                                          | 573                                      | 573                                      |
| 1871 | 1871                                     |                                          | 571                                      | 571                                      |
| 1875 | 1875                                     |                                          | 583                                      | 583                                      |
| 1885 | 1885                                     |                                          | 576                                      | 576                                      |
| 1895 | 1895                                     |                                          | 607                                      | 607                                      |
| 1905 | 1905                                     |                                          | 636                                      | 636                                      |
| 1910 | 1910                                     |                                          | 678                                      | 678                                      |
| 1925 | 1925                                     |                                          | 627                                      | 627                                      |
| 1939 | 1939                                     |                                          | 651                                      | 651                                      |
| 1946 | 1946                                     |                                          | 1.012                                    | 1.012                                    |
| 1950 | 1950                                     |                                          | 983                                      | 983                                      |
| 1956 | 1956                                     |                                          | 868                                      | 868                                      |
| 1961 | 1961                                     |                                          | 849                                      | 849                                      |
| 1967 | 1967                                     |                                          | 867                                      | 867                                      |
| 1970 | 1970                                     |                                          | 868                                      | 868                                      |
| 1980 | 1980                                     |                                          | ?                                        | ?                                        |
| 1990 | 1990                                     |                                          | ?                                        | ?                                        |
| 2000 | 2000                                     |                                          | ?                                        | ?                                        |
| 2011 | 2011                                     |                                          | 879                                      | 879                                      |
| 2014 | 2014                                     |                                          | 832                                      | 832                                      |
| 2020 | 2020                                     |                                          | 822                                      | 822                                      |
| Datenquelle: Historisches Gemeindeverzeichnis für Hessen: Die Bevölkerung der Gemeinden 1834 bis 1967. Wiesbaden: Hessisches Statistisches Landesamt, 1968. Weitere Quellen: bis 1970; Stadt Wolfhagen; Zensus 2011 |                                          |                                          |                                          |                                          |

### Historische Religionszugehörigkeit
| • 1834: | 576 evangelische (= 100 %) Einwohner                              |
| • 1961: | 758 evangelische (= 89,28 %), 79 katholische (= 9,31 %) Einwohner |

## Politik
Für Istha besteht ein Ortsbezirk (Gebiet der ehemaligen Gemeinde Istha) mit Ortsbeirat und Ortsvorsteher nach der Hessischen Gemeindeordnung. Der Ortsbeirat besteht aus neun Mitgliedern. Bei den Kommunalwahlen in Hessen 2021 betrug die Wahlbeteiligung zum Ortsbeirat 60,00 %. Es erhielten die SPD mit 64,58 % der Stimmen sechs Sitze und die „Unabhängige Wählergemeinschaft“ (UWG) mit 35,43 % drei Sitze. Der Ortsbeirat wählte Wolfgang Hensel (SPD) zum Ortsvorsteher.

## Kirche
Die Dorfkirche ist eine barocke Saalkirche mit romanischem Turm, deren Ursprung auf die Gründung des Ortes zurückgeht. 1743–1747 wurde das Kirchenschiff in seiner jetzigen Größe unter Pfarrer Johann Philipp Bockewitz (1740–1748 Pfarrer in Istha) gebaut. Zum Abschluss der 1997–2000 durchgeführten Kirchenrenovierung wurde das Ostfenster hinter dem Fenster künstlerisch von Anna Pauli verglast.